# Ignasi Ribas i Marqués
Ignasi Ribas i Marqués, nascut el 21 d'abril de 1901 a Palma i traspassat a Santiago de Compostel·la el 1996, fou un químic orgànic mallorquí que destacà en l'estudi dels productes naturals i descobridor de dos alcaloides.

## Biografia
Ignasi Ribas estudià batxillerat a l'institut Ramon Llull de Palma i després es traslladà a la Universitat de València per estudiar-hi ciències químiques. S'inicià en la investigació a la Universitat Complutense de Madrid on, sota la direcció d'Antonio Madinaveitia, aconseguí el grau de doctor l'any 1928 amb la tesi Estudio de los ácidos succinicos bisustituidos. Després completà la seva formació a l'Institut Pasteur de París sota la direcció d'Ernest Fourneau.
L'any 1928 aconsegueix la càtedra de química orgànica de la Universitat de Salamanca i després la de València (1940). Fou víctima de la repressió franquista per la qual cosa no pogué aconseguir la càtedra de química orgànica a la Universitat Complutense de Madrid quan era el químic orgànic amb més mèrits i continuador de la moderna escola de química orgànica. La càtedra fou per a un químic orgànic afí al règim del General Franco. D'aquesta manera Ribas fou apartat de la primera línia d'investigació i docència per la qual cosa hagué d'anar a la Universitat de Santiago de Compostel·la, on aconseguí la càtedra de química orgànica el 1942, i on hi treballà fins a la seva jubilació l'any 1971. Passats els primers temps de la dictadura pogué aconseguir també plaça d'investigador en el Laboratori de química orgànica del Consell Superior d'Investigacions Científiques (CSIC) fins a l'any 1982.

Estructura de l'alcaloide adenocarpina

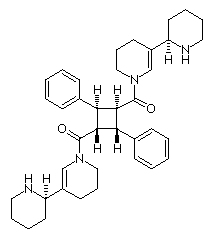
La santiaguina, un dímer de l'adenocarpina

Aconseguí nombroses distincions com la Gran Cruz del Orden Civil de Alfonso X el Sabio, Medalla d'or de la Universitat de Salamanca, membre corresponent de la Real Academia de Ciencias Exactas, Físicas i Naturales (1957), Premi de ciències del CSIC (1972), doctor honoris causa per la Universitat de les Illes Balears (1980), etc.

## Obra
El camp d'investigació d'Ignasi Ribas fou la síntesi de productes naturals. Així, entre d'altres, destaquen les seves investigacions sobre els alcaloides de les papilionàcies que li permeteren descobrir l'adenocarpina, C19H24N₂O, i la santiaguina, C38H48N₄O₂, un dímer de l'adenocarpina, extretes de la planta Adenocarpus hispanicus; i els composts químics semblants a l'hormona juvenil dels insectes.
La seva tasca docent es traduí en la formació d'un bon grapat de destacats químics orgànics espanyols, la direcció de 68 tesis doctorals, la publicació de 135 treballs científics i la creació de l'escola compostel·lana de química de productes naturals, de gran prestigi internacional.

### Obres
- RIBAS, I. i TALAMADRID, P. Adenocarpina y santiaguina: dos nuevos alcaloides aislados del codeso de Galicia An. R. Soc. Esp. Física y Química, t. XLVI, Serie B. p. 489-500 (1950).
- RIBAS, I. Alcaloides de las especies del género adenocarpus D.C. Revista de la Real Academia de Ciencias Exactas, Físicas y Naturales, LIV, cuad. 3o. Madrid, 1960.
- RIBAS, I. Alcaloides de leguminosas: nota núm. XIV : Alcaloides del "Ulex Europaeus" L.; nota XV : Alcaloides del "Ulex Nanus". Anales de Física y Química-Serie B. p. 161-168. Madrid, 1952.
- RIBAS, I. Recientes progresos de la investigación en el campo de los alcaloides de las Papilionaceas: discurso inaugural leído en la solemne obertura del curso académico de 1957 a 1958.